# 一ノ谷の戦い
一ノ谷の戦い（いちのたにのたたかい）は、平安時代の末期の寿永3年/治承8年2月7日（1184年3月20日）に摂津国福原および須磨で行われた戦い。治承・寿永の乱（源平合戦）における戦いの一つ。

## 背景
寿永2年（1183年）の倶利伽羅峠の戦いおよび篠原の戦いで源義仲に敗れた平家は兵力の大半を失い、同年7月に安徳天皇と三種の神器を奉じて都を落ち、九州大宰府まで逃れた。京を制圧した義仲だが、統治に失敗して後白河法皇とも対立するようになった。義仲は後白河法皇の命で平家追討のために出兵するが備中国で大敗を喫してしまう（水島の戦い）。後白河法皇は義仲を見限り、鎌倉の源頼朝を頼ろうとするが、これが義仲を激怒させ、後白河法皇は幽閉されてしまう（法住寺合戦）。
情勢が不利になり脱落者が続出して義仲の兵力は激減してしまい、讃岐国屋島にまで復帰していた平家へ和平を申し出るが、平家はこれを拒絶した。寿永3年（1184年）1月20日、頼朝が派遣した範頼、義経率いる鎌倉軍に攻められて義仲は滅んだ（宇治川の戦い）。
この源氏同士の抗争の間に勢力を立て直した平家は、同年1月には大輪田泊に上陸して、かつて平清盛が都を計画した福原まで進出していた。平家は瀬戸内海を制圧し、中国、四国、九州を支配し、数万騎の兵力を擁するまでに回復していた。平家は同年2月には京奪回の軍を起こすことを予定していた。
1月26日、後白河法皇は、頼朝に平家追討と平家が都落ちの際に持ち去った三種の神器奪還を命じる平家追討の宣旨を出した。平家の所領500ヵ所が頼朝へ与えられた。　　　　　　

## 合戦の経過

一ノ谷の戦い、狩野派

以下は『吾妻鏡』『平家物語』などを基にした巷間で知られる合戦の経過である。

### 前哨戦

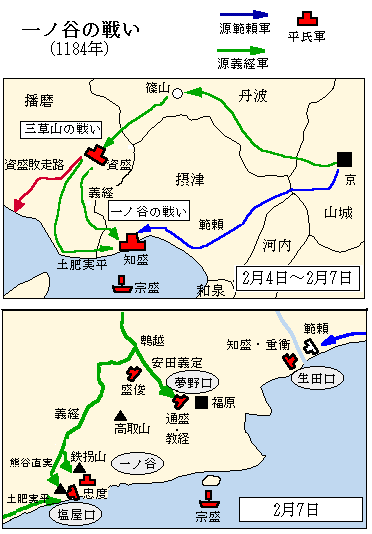
一ノ谷の戦い関係図拡大

寿永3年（1184年）2月4日、鎌倉軍は矢合せを7日と定め、範頼が大手軍5万6千余騎を、義経が搦手軍1万騎を率いて京を出発して摂津へ下った。平家は福原に陣営を置いて、その外周（東の生田口、西の一ノ谷口、山の手の夢野口）に強固な防御陣を築いて待ち構えていた。
同日、搦手を率い丹波路を進む義経軍は播磨国・三草山の資盛、有盛らの陣に夜襲を仕掛けて撃破する（三草山の戦い）。前哨戦に勝利した義経は敗走した資盛、有盛らを土肥実平に追撃させて山道を進撃した。
2月6日、福原で清盛の法要を営んでいた平家一門へ後白河法皇からの使者が訪れ、和平を勧告し、源平は交戦しないよう命じた。平家一門がこれを信用してしまい、警戒を緩めたことが一ノ谷の戦いの勝敗を決したとの説がある（後述）。
迂回進撃を続ける搦手軍の義経は鵯越（ひよどりごえ）で軍を二分して、安田義定、多田行綱らに大半の兵を与えて通盛・教経の1万騎が守る夢野口（山の手）へ向かわせる（後述）。義経は僅か70騎を率いて山中の難路を西へ転進した。
『平家物語』によれば、義経の郎党の武蔵坊弁慶が年老いた猟師を道案内として見つけてきた。猟師が鵯越は到底人馬は越えることのできぬ難路であると説明すると、義経は鹿はこの道を越えるかと問い、冬を挟んで餌場を求め鹿が往復すると答えた。義経は「鹿が通えるならば、馬も通えよう」と言い案内するよう求めたが老猟師は自分は歳をとりすぎているとして息子を紹介した。義経はこの若者を気に入り、郎党に加えて鷲尾三郎義久と名乗らせた。
難路をようやく越えて義経ら70騎は平氏の一ノ谷陣営の裏手に出た。断崖絶壁の上であり、平家は山側を全く警戒していなかった。

### 開戦・生田の戦い
2月7日払暁、先駆けせんと欲して義経の部隊から抜け出した熊谷直実・直家父子と平山季重らの5騎が忠度の守る塩屋口の西城戸に現れて名乗りを上げて合戦は始まった。平家は最初は少数と侮って相手にしなかったが、やがて討ち取らんと兵を繰り出して直実らを取り囲む。直実らは奮戦するが、多勢に無勢で討ち取られかけた時に土肥実平率いる7000余騎が駆けつけて激戦となった。
午前6時、知盛、重衡ら平家軍主力の守る東側の生田口の陣の前には範頼率いる梶原景時、畠山重忠以下の大手軍5万騎が布陣。範頼軍は激しく矢を射かけるが、平家は壕をめぐらし、逆茂木を重ねて陣を固めて待ちかまえていた。平家軍も雨のように矢を射かけて応じ鎌倉軍をひるませる。平家軍は2000騎を繰り出して、白兵戦を展開。範頼軍は河原高直、藤田行安らが討たれて、死傷者が続出して攻めあぐねた。そこへ梶原景時・景季父子が逆茂木を取り除き、ふりそそぐ矢の中を突進して「梶原の二度懸け」と呼ばれる奮戦を見せた。
義経と分かれた安田義定、多田行綱らも夢野口（山の手）を攻撃する。
生田口、塩屋口、夢野口で激戦が繰り広げられるが、平家は激しく抵抗して、鎌倉軍は容易には突破できなかった。

### 逆落とし

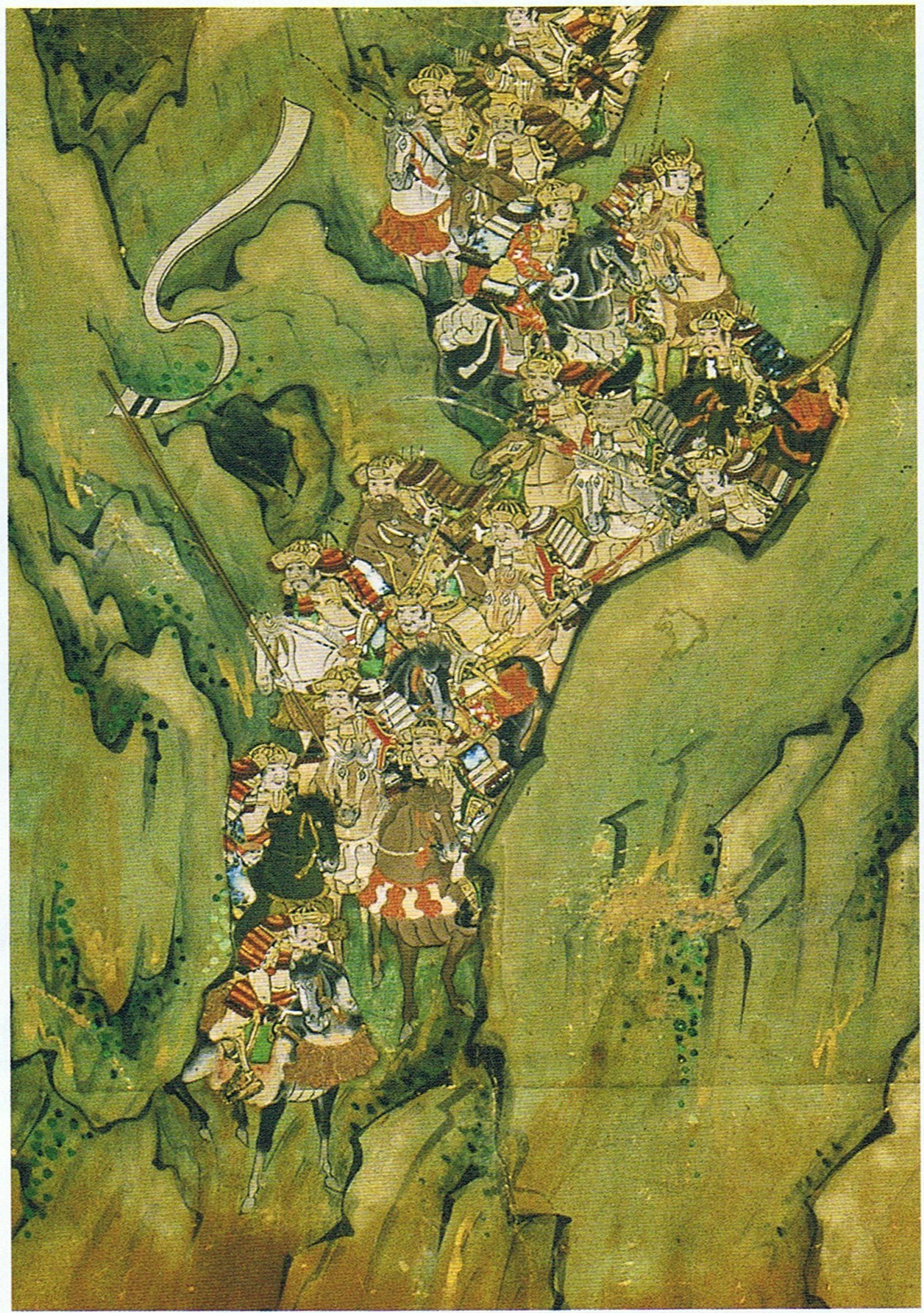
鵯越の逆落とし『源平合戦図屏風』「一ノ谷」

馬を背負う畠山重忠の銅像（埼玉県深谷市）

精兵70騎を率いて、一ノ谷の裏手の断崖絶壁の上に立った義経は戦機と見て坂を駆け下る決断をする。
『平家物語』によれば、義経は馬2頭を落として、1頭は足を挫いて倒れるが、もう1頭は無事に駆け下った。義経は「心して下れば馬を損なうことはない。皆の者、駆け下りよ」と言うや先陣となって駆け下った。坂東武者たちもこれに続いて駆け下る。二町（218メートル）ほど駆け下ると、屏風が立ったような険しい岩場となっており、さすがの坂東武者も怖気づくが、三浦氏の一族佐原義連が「三浦では常日頃、ここよりも険しい所を駆け落ちているわ」と言うや、真っ先に駆け下った。義経らもこれに続く。大力の畠山重忠は馬を損ねてはならじと馬を背負って岩場を駆け下った。なお『吾妻鏡』によれば、畠山重忠は範頼の大手軍に属しており、義経の軍勢にはいない。
崖を駆け下った義経らは平家の陣に突入する。予想もしなかった方向から攻撃を受けた一ノ谷の陣営は大混乱となり、義経はそれに乗じて方々に火をかけた。平家の兵たちは我先にと海へ逃げ出した。
鎌倉幕府編纂の『吾妻鏡』では、この戦いについて「源九郎（義経）は勇士七十余騎を率いて、一ノ谷の後山（鵯越と号す）に到着」「九郎が三浦十郎義連（佐原義連）ら勇士を率いて、鵯越（この山は猪、鹿、兎、狐の外は通れぬ険阻である）において攻防の間に、（平家は）商量を失い敗走、或いは一ノ谷の舘を馬で出ようと策し、或いは船で四国の地へ向かおうとした」とあり、義経が70騎を率い、険阻な一の谷の背後（鵯越）から攻撃を仕掛けたことが分る。これが逆落しを意味すると解釈されている。
九条兼実の日記『玉葉』では搦手の義経が丹波城（三草山）を落とし、次いで一ノ谷を落とした。大手の範頼は浜より福原に寄せた。多田行綱は山側から攻めて山の手（夢野口）を落とした。と戦況を書き残している。ここでは義経が一ノ谷を攻め落としたことは記しているが、逆落しの奇襲をかけたとは書いていない。
なお本項目の経過解説と画像では、逆落しの場所を現在この合戦の説明の際に主流になっている一ノ谷の裏手鉄拐山とする説（一ノ谷説）を採っているが、『平家物語』や上記『吾妻鏡』では義経の戦った場所は鵯越（一ノ谷から東方8キロメートル）となっており鵯越説も根強く、またそもそも逆落し自体が『平家物語』が創作した虚構であるという見方も有力である（後述）。

### 平家敗走

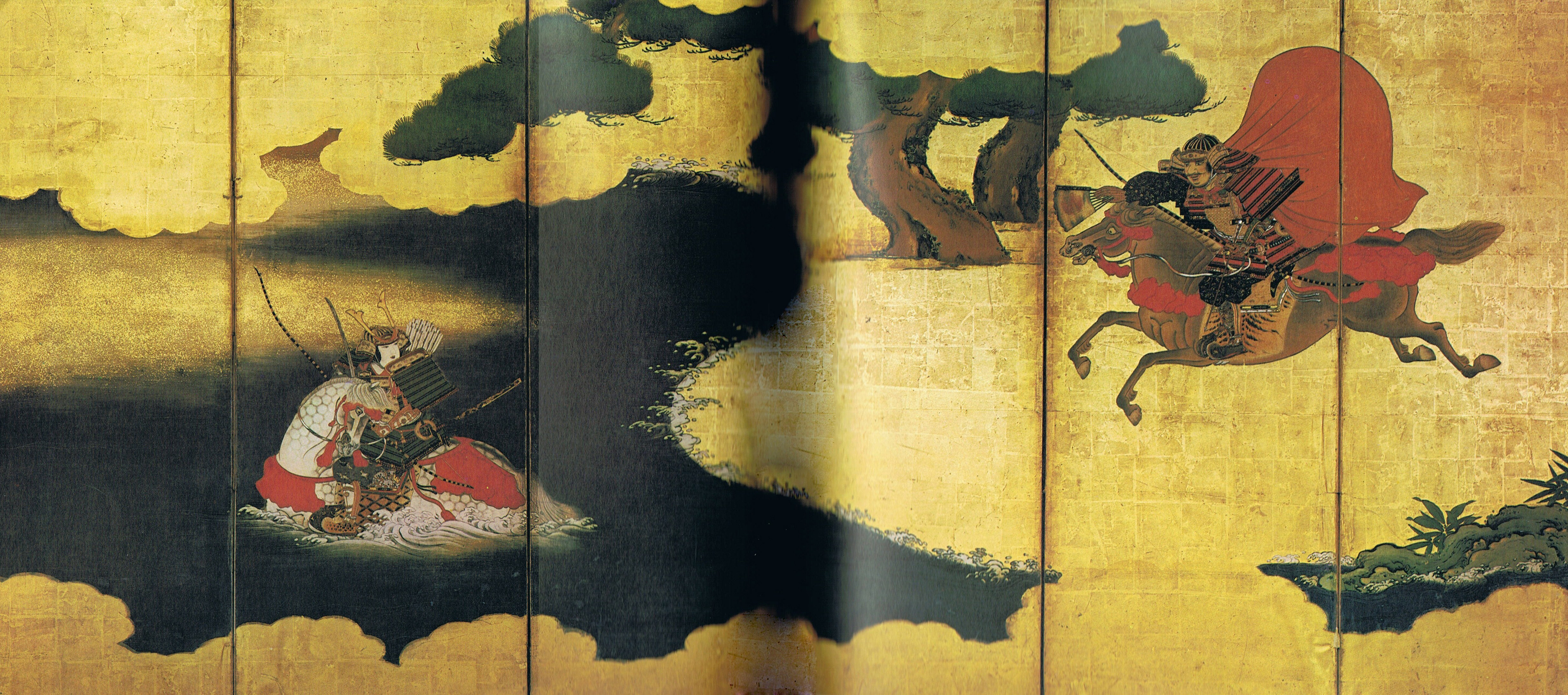
『一の谷合戦図屏風』舟へ戻ろうとする平敦盛を呼び止める熊谷直実

混乱が波及して平忠度の守る塩屋口の西城戸も突破される。逃げ惑う平家の兵たちが船に殺到して、溺死者が続出した。
生田口の東城戸では副将の重衡が8000騎を率いて安田義定、多田行綱らに攻められ危機に陥っている夢野口（山の手）の救援に向かった。午前11時頃、一ノ谷から煙が上がるのを見た範頼は大手軍に総攻撃を命じた。知盛は必死に防戦するが兵が浮き足立ち、遂に敗走を始めた。
安徳天皇、建礼門院らと沖合いの船にいた総大将の宗盛は敗北を悟って屋島へ向かった。
西城戸の将の忠度は逃れようとしていたところを岡部忠澄に組まれて負傷し、覚悟して端座して念仏をとなえ首を刎ねられた。歌人だった忠度が箙に和歌を残していた逸話が残っている。
合戦の一番乗りの功名を果たした熊谷直実は敵を探していると、馬に乗って海に入り、沖の船へ逃れようとする平氏の武者を見つけて「敵に背を向けるのは卑怯であろう。戻りなされ」と呼びかけた。武者はこれに応じて、陸へ引きかえして直実と組むが、勇士の直実にはとても敵わず、組み伏せられた。直実は首を取ろうとするが、武者の顔を見ると薄化粧をした美しい顔立ちの少年だった。武者は清盛の弟経盛の子敦盛16歳と名乗った（『源平盛衰記』による。『平家物語』では名乗らない）。直実の息子直家も同じ16歳で、憐れに思い逃そうとするが、他の源氏の武者が迫っており、とうてい逃れることはできまいと泣く泣く敦盛を討ち取った。直実は武家の無情を悟り、後に出家して高野山に登った。『平家物語』の名場面である。史実でも直実は敦盛を高野山で供養し、その後出家して法然に仕えている。『吾妻鏡』によると出家の直接の理由は所領を巡る訴訟に敗れた際、梶原景時の言動に怒ったためである。
敗走した平重衡は、梶原景季と庄氏によって捕らえられた。『吾妻鏡』では児玉党の武将である庄太郎家長に、『平家物語』では庄四郎高家に捕らえられたとある（研究者の間では、武功に見合うだけの恩賞を与えられている点から家長説が有力視されている）。
この敗走で平氏一門の多くが討たれ、平氏は屋島へ逃れて、戦いは鎌倉方の勝利に終わった。

## 戦後

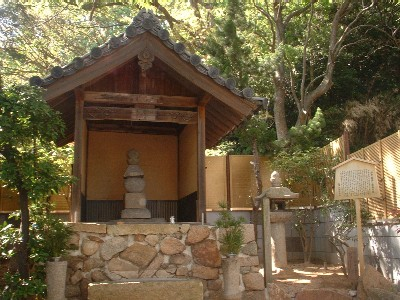
神戸市須磨区の須磨寺境内にある平敦盛の首塚

範頼軍は平通盛、平忠度、平経俊、平清房、平清貞を、義経軍は、平敦盛、平知章、平業盛、平盛俊、安田義定軍は、平経正、平師盛、平教経をそれぞれ討ち取ったと言われている。ただし、『平家物語』や『吾妻鏡』など文献によって戦死者は多少異なっている。この戦いで一門の多くを失った平家は致命的な大打撃をうける。
後白河法皇は捕虜になった重衡と三種の神器を交換するよう平家と交渉するが、宗盛はこれを拒絶し、合戦直前の休戦命令に従っていたにも係らず、突然源氏に襲われたということに対する抗議と「休戦命令は平家を陥れる奇謀ではなかったか」との後白河法皇への不審を述べ立てている。
一方、合戦に大勝した鎌倉軍も義経の郎党鎌田盛政を含む多数の死者が出たほか、戦略目標である三種の神器奪還には失敗しており、この後も、屋島、壇ノ浦と戦いが続くこととなる。
一般的な平家物語（新・平家物語を含む）では、この敗戦で水島の戦い以降の平家の反攻が終わり、義経・範頼らの攻勢(屋島の戦いや壇ノ浦の戦い)と平家滅亡へ繋がるとされがちである。しかし玉葉の記述には平家がその後も積極的に鎌倉軍と交戦し、土肥実平らを備後国(現在の広島県東部)で撃破したほか、三日平氏の乱 (平安時代)へ繋がる伊勢方面への「海上遊撃」を行っていたことが示されている。

## 平家敗北の要因
平家敗北の要因について、後白河法皇が平氏へ講和の提案を行い油断させる一方で、鎌倉軍と連携して対平氏攻撃を着々と準備した計略であるという説がある。
この説では、合戦直前の2月6日の後白河法皇の休戦命令と、合戦後の宗盛の「休戦命令を信じていたら、源氏に襲われて一門の多くが殺された、（平家を陥れる）奇謀ではないのか」という法皇への抗議の書状を重視して、法皇を信頼して和解に向け展望を開いていた平家にとって、鎌倉軍の突然の攻撃は想定できるものではなく、鎌倉軍の勝利は必ずしも源義経の将としての能力などだけに起因しているのではないとしている。
尤も、この説を裏付ける史料は敗れた平家方の書状のみである。当時、地理を熟知していた平家側は東門・北門（夢野口・古明泉寺（明泉寺）の2箇所）・西門と戦術上の要所に布陣しており、やはり戦を想定していたとする反論もある。

## 『玉葉』の伝える源平の兵力
『吾妻鏡』では源氏の兵力は範頼軍は5万4千騎、義経軍は2万騎とある。『平家物語』も同程度の兵力であり、ほとんどの合戦関係本で、この合戦を解説する際には主にこの数字が使われており、本項目の経過説明もこれに従っている。しかし、別の見方もある。
九条兼実の日記『玉葉』の2月4日の記事では「源納言（源定房）の話では、平家は主上（安徳天皇）を奉じて福原に到着。九州の軍勢は未だに到着しないが、四国、紀伊の軍勢は数万という。来る十三日に入洛しようとしている。一方で官軍（源氏）は僅かに一、二千騎に過ぎない。」とある。
また、2月6日の記事では「或る人の話によると、平家は一ノ谷を退き、伊南野に向かった。しかし、その軍勢は二万騎である。官軍（源氏）は僅かに一、二千騎である。（中略）また別の人の話では、平家が引き上げたのは謬説であり、その軍勢は数千、数万を知らずある。」とある。
『玉葉』に従えば、平家は数万騎であるのに対して源氏は1～2千騎程度の僅かな軍勢しかいない圧倒的に不利な状況にあったことになる。源平が互角の兵力で衝突したよう（特に範頼の生田の森の戦い）に記述がされている従来の『吾妻鏡』『平家物語』を基にした合戦観が全く崩されてしまう。これでは10倍以上の兵力差があり、常識的に合戦にならない。範頼と義経は10倍以上の平氏の本営福原へ攻撃を仕掛けたことになる。にもかかわらず、源氏は勝利している。
『吾妻鏡』の一ノ谷の戦いの合戦記述には軍記物語の『平家物語』の影響があるという指摘もある。そのために『吾妻鏡』にも義経が勇士70騎で一ノ谷の裏山（鵯越）に立ち、鵯越から攻撃を仕掛けて一ノ谷を落とした（逆落し）という『平家物語』を肯定する記述になっている。しかし、逆落しは荒唐無稽であり、信じるべきではないという見方が歴史学の専門家では一般的で、そうなると、上の節のような「後白河法皇の奇謀」という大胆なトリックが必要になるのである。つまり、この合戦全体が政略的な奇襲であり、圧倒的に優勢な平氏は（見方によっては）ほとんど武装解除に近い状態にあったところを源氏に襲われて（まともな合戦にもならず）大敗を喫したということになる。
この説に従えば、範頼の生田の森の激戦はもちろん、義経の逆落しもなく、本項目の経過説明のような一般に語られる『吾妻鏡』『平家物語』を元にした合戦解説は全て虚構ということになる。激戦だったという従来のこの合戦の理解は根本的に崩れる。
『吾妻鏡』と『平家物語』を創作であると捨てて、厳密に『玉葉』のみを採れば、「義経は三草山と一の谷を落として、範頼は浜から福原に寄せた。多田行綱は山の手を攻略し、合戦は2時間足らずで終わり、平氏は敗走した。」以外は具体的な戦闘推移は何も分らなくなるのである。
しかしながら、それでは、合戦経過がほとんど何も書けなくなり、身も蓋もないので一般的な合戦解説では、後白河法皇の政略を加味しつつ、具体的な合戦経過は『玉葉』を交えつつも主に『吾妻鏡』と『平家物語』を採り、兵力については全く異なるために『吾妻鏡』を採り、『玉葉』は1～2千騎という源氏の兵力は無視して、数万騎という平氏の兵力のみを採ることになる。合戦の具体的な経過については、最新の研究がまだ研究者によってまちまちで一致せず、一般にも十分に普及していないので、本項目の合戦経過は一般向け書籍や観光案内で使われるそれに従っている。

## 逆落しの場所の論争

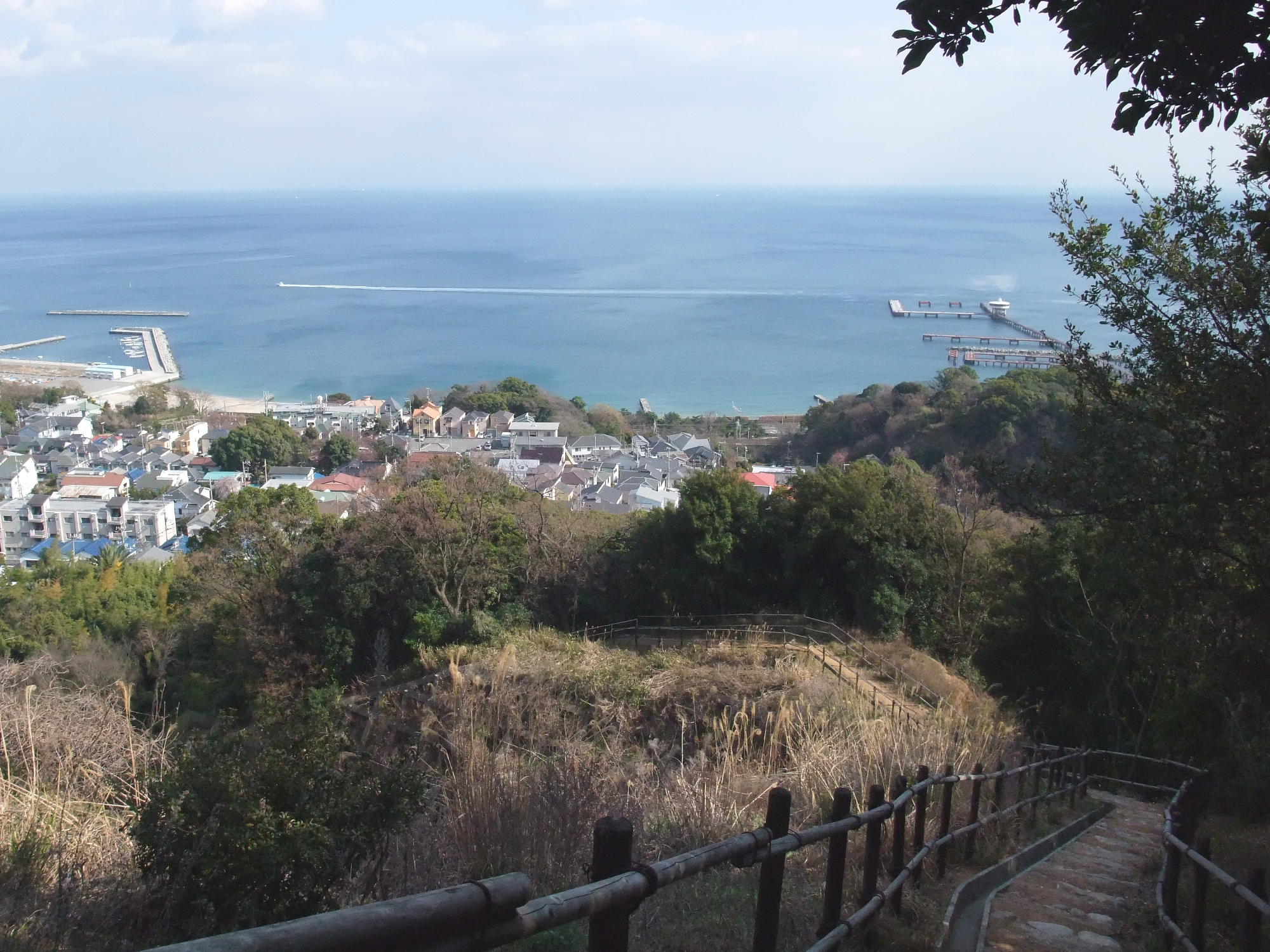
鉄拐山より須磨浦を望む

名高い義経の逆落としだが、一般的には「鵯越」から行われたという説が広まっている。『平家物語』では義経らが駆け下った場所を鵯越とし描いており、『吾妻鏡』でも義経が戦った場所は鵯越と記されているからである。しかし、鵯越（神戸市兵庫区鵯越筋）は一ノ谷（神戸市須磨区一の谷町）の東方8キロにあり、『吾妻鏡』『玉葉』『平家物語』の義経が一ノ谷の陣を攻略したという記述と矛盾する。
このため、一ノ谷という攻略地点を重視して桑田忠親などは戦況や史料の断片的な記録から判断して逆落としは一ノ谷の裏手鉄拐山の東南の急峻な崖から行われたと述べている。一ノ谷から遥かに離れた鵯越より、一ノ谷背後の鉄拐山の崖である方が戦況の説明が合理的になるため、近年の合戦を扱った関係書籍や観光史跡案内などでも主にこの一ノ谷説が採られており、本項および戦況地図画像もこの説に従って記述している。
一方で、『吾妻鏡』や『平家物語』の記述どおりに逆落としの場所は鵯越であるとの説も根強い。このため、逆落としが行われた場所が鉄拐山の東南か、鵯越かで長年論争になっている。神戸市の歴史家落合重信は鵯越説を採り、義経は山の手（夢野口）の通盛・教経・盛俊の陣を攻略したとしている。『平家物語』にも義経は北方の山の手鵯越方面の盛俊の陣に攻撃を仕掛けたとある。
また、鵯越説を採る立場からは、平氏の城が置かれた場所は現在の須磨区一の谷町とは異なるとして（現在の須磨区の一の谷は江戸時代に現れた地名であるとしている）、従来の合戦の解説での一ノ谷の位置の比定が根本的に誤っているとする説もある（兵庫県郷土史家・梅村伸雄）。
しかしながら、義経が崖ないし坂を駆け下って平氏の一ノ谷の陣営奇襲したという「逆落し」自体は当時の一級史料である『玉葉』には記されておらず、また『吾妻鏡』の合戦の記述には『平家物語』の影響が指摘されている。

## 山の手攻撃の将
本項目の合戦経過には3,000騎を率いる義経（三草山の戦い後に7,000騎を土肥実平に与えて別行動を取らせている）が兵を分けて70騎を率いて一ノ谷の裏山に向かい逆落しの奇襲を行ったとしている。ところが逆落しを詳細に記述している『平家物語』では義経は兵を分けず3,000騎で鵯越から一の谷へ逆落しをかけている。一方、『吾妻鏡』では一の谷の裏山に回ったのは「勇士七十騎余」となっている。逆落しが本当にあったとすれば、この方が多少は現実的と考えられ、合戦関係本の多くがこの後者の数字を採っている。すると残る大部分の兵は誰かが率いたことになる。そして教経、盛俊が守る山の手（夢野口）を攻撃した。多くの合戦関係本でそのような経過になっており、本項目でもそれに従っている。
『吾妻鏡』の戦果報告で範頼、義経と並んで安田義定の名が見える。この三人が合戦の各方面の大将を務めたと考えられる。義定は義経の搦手軍に属し、戦果報告で平経正、平師盛、平教経を討ち取っており、教経は山の手（夢野口）の将と考えられることから、一般に義定が山の手を攻めた大将と推定されることが多い。例えば、2005年の大河ドラマ『義経』でも、そのように描かれている（もちろん、ドラマなので考証性は問題にならないが、この説が一般に流布しているという傍証である）。
安田義定は甲斐源氏で平家打倒に挙兵し、富士川の戦いで大功を立てている。その後は源義仲に属して入京し、さらに義仲を見限って宇治川の戦いでは再び鎌倉方に属すなど独自の行動を取っている。甲斐源氏は源義家の弟源義光の系統（河内源氏）で、挙兵以来、鎌倉方では非常に大きな戦力を有していたと考えられ、血統的にも同じ河内源氏の頼朝に対抗しうる一族である。
一方で、『玉葉』では義経が一の谷を落とし、範頼が浜から福原に寄せ（生田口）、多田行綱が山の手（夢野口）を落としたとある。三方から攻めたことになり、その一手は安田義定ではなく多田行綱だった。ところが『吾妻鏡』の編成でも戦果報告でも多田行綱の名が見当たらない。
多田行綱は鹿ケ谷の陰謀で清盛に密告した人物として有名だが、摂津国多田源氏の棟梁である。多田源氏は京武士として活動し朝廷との関わりが強く、畿内では大きな力を持っていた。多田行綱も反平家に挙兵して、義仲が後白河法皇を攻撃した法住寺合戦では院方の主力として戦っている。
多田行綱が合戦のあった摂津国に地盤を有して兵力も多く、地理も熟知していた筈であることから、山の手を攻めたのは『玉葉』で明記されている通り、多田行綱であろうとする説もある。一ノ谷の戦いで最も活躍したのは地元の多田行綱であるという説まである（神戸市郷土史家・梅村伸雄）。
元木泰雄は、多田行綱の戦功が『吾妻鏡』にない理由は、平家滅亡後の文治元年（1185年）に行綱が頼朝の怒りを受けて所領を没収されたためであろうと述べている。
なお、安田義定も後に頼朝によって所領を没収され死に追いやられている。
山の手を攻撃した将が安田義定か多田行綱かは本によって、まちまちであり、本によっては折衷案なのか安田義定と多田行綱の両人の名を併記していることもある。本項目でも便宜上、山の手攻撃の将として安田義定と多田行綱の二人の名を併記するが、二人が共同して山の手を攻めたという史料的な根拠がある訳ではない。安田義定が『吾妻鏡』の三人の大将の一人に挙げられ、山の手を守る教経を討っており、一方で多田行綱は『玉葉』で山の手を落としたと明記されており、二人がこの方面で将として戦っていたであろうからである。

## 近年の研究
菱沼一憲（国立歴史民俗博物館科研協力員）は、この合戦について以下の説を述べている。
2月4日、搦手義経軍は、播州・三草山の平資盛、平有盛らの陣に夜襲を仕掛けて敗走させ、東播磨を制圧しつつ、一ノ谷口の西隣・塩屋へ集結した。東播磨一帯は平家の地盤であり、兵・兵糧の徴発徴収を行っていた。また、大軍の通行できる幹線道路もあり、重要な上洛ルートでもあった。三草山が破られたと知った平宗盛は、義経軍へ備えて猛将平教経を鵯越の防衛へ加えた。
『玉葉』によると、2月7日早朝、矢合せの時刻通り、範頼は生田口を、義経は一ノ谷口を、多田行綱は鵯越口を攻め始めた。まず、行綱が鵯越口を落とした。鵯越は平家本陣である福原・大輪田の泊に最も近かったため、宗盛は安徳天皇を奉じて海上へ逃れ、一ノ谷・生田も相次いで陥落した。
多くの武将が討ち取られたことについては、大輪田の泊に最も近い鵯越口が最初に陥落したために生田・一ノ谷にいた将兵が逃げ遅れたことが原因ではないかと推測している。
また同様に川合康も、多田行綱の軍功が一ノ谷側の総大将である源義経の軍功に置き換えられ、一ノ谷と鵯越という二つの戦場が『平家物語』で同一の空間として再構成されたという見解を述べている。
これに対し『玉葉』には、多田行綱が山の手を落としたという記述がみられるだけで、鵯越から攻撃したとは明記されていないという点に注目した田畑豪一は、山の手という語句が、浜の手に対して相対的に山側の地形を指す一般名詞であるとした上で、行綱が範頼の配下で生田側の攻撃に加わっていた可能性を指摘している。そして、『醍醐雑事記』『愚管抄』などの記述と比較分析した結果、一ノ谷から鎌倉へ送られた合戦報告の段階で生じた地理的矛盾が、『吾妻鏡』・『平家物語』へ受け継がれたとも推論している。

## 「一ノ谷の戦い」という名称について
実際の合戦は、福原を中心に生田口・一ノ谷口で行われており、一ノ谷だけが戦場だったわけではない。菱沼一憲によると、義経側から多くの情報が外部に流れたため、この名称で呼ばれるようになったのだという。義経は合戦後1年間、頼朝の在京代官として政務に従事しており人脈も多かったが、範頼は鎌倉へ帰還したため、生田口での合戦の情報が不足したというのである。
鈴木彰によると、その結果『平家物語』は、平家の本陣は福原であるはずが一ノ谷であるかのように記述し、鵯越は一ノ谷の遥か東方に位置するのに平家本陣を見下ろせる場所と描写するなどの工夫を施しているという。
田畑豪一は、『吾妻鏡』が『平家物語』に依拠したという説を五味文彦の所論に基づき批判し、一ノ谷攻めに参加した中原親能の報告を土台に『吾妻鏡』が編纂されたゆえに、合戦の叙述が一ノ谷側に偏ったとする。
しかしながら、「一ノ谷」については、多くの歴史的文献を鑑みて元々、湊川、会下山南部にあった湖を呼称していたのが須磨の地名を呼称するように変わったとする説がある。『平家物語 巻九』『源平盛衰記 巻三十七』での平忠度が討ち取られるまでの記述においてもそのことが窺い知れる。生田・一ノ谷での戦いの呼び方も文献では「東城戸の戦い」「西城戸の戦い」とそれぞれ呼称されている。